# Mănăstirea Banja
Mănăstirea Banja (în sârbă Манастир Бања, cu alfabetul latin: Manastir Banja) este o mănăstire ortodoxă sârbă situată pe teritoriul satului Banja, în comuna Priboj din districtul Zlatibor al Serbiei. Ea este inclusă pe lista monumentelor culturale de importanță excepțională a Republicii Serbia (cod SK 167).

## Istoric

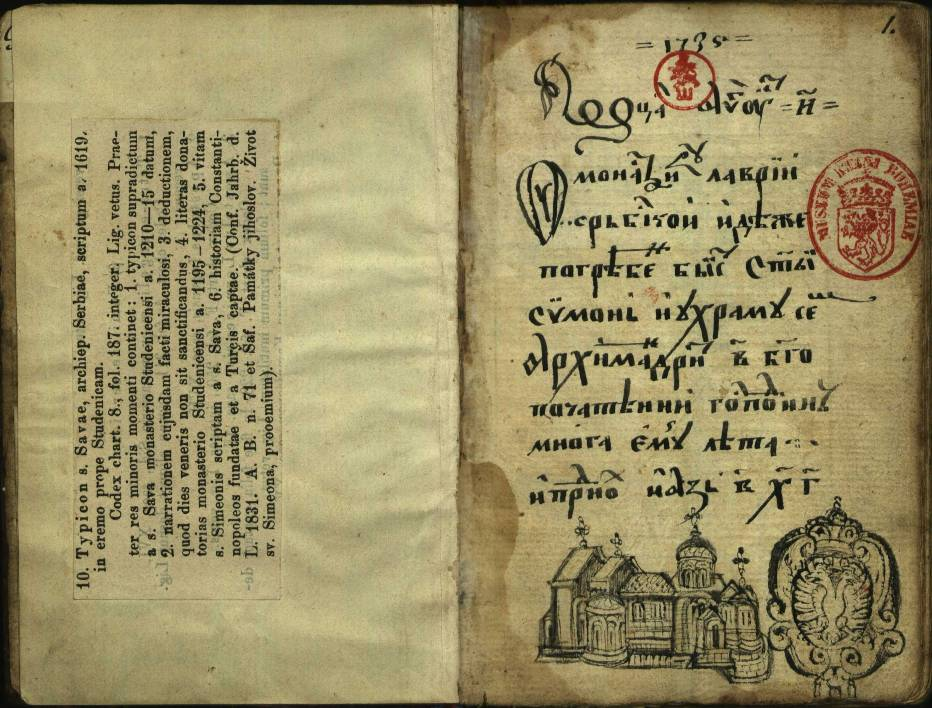
Tipicul de la Studenica

Nu se cunoaște data exactă a fondării Mănăstirii Banja, dar mănăstirea este menționată pentru prima dată în Tipicul de la Studenica, scris în anul 1208 de Sfântul Sava și de călugării Mănăstirii Studenica. Acest document atestă că starețul Mănăstirii Banja a participat la alegerea starețului Mănăstirii Studenica, ceea ce înseamnă că Mănăstirea Banja era în acea vreme una dintre cele mai importante șase mănăstiri sârbești. Mănăstirea Banja a devenit în 1220 sediul Eparhiei ortodoxe sârbe de Dabar, motiv pentru care a fost numită Sv. Nikola Dabarski, iar ulterior a devenit sediul Mitropoliei de Dabro-Bosnia, care a fost fondată de Sf. Sava.
Importanța mănăstirii în perioada Țaratului Sârb este atestată de prezența aici a mormintelor mai multor membri ai unor familii nobiliare din vremea domniei țarilor Ștefan Dušan (1331-1355) și Ștefan Uroš al V-lea (1355-1371). Aici s-a aflat pentru o vreme mausoleul puternicii familii nobiliare Vojnović în perioada de apogeu al puterii sale (în al treilea sfert al secolului al XIV-lea).
Biserica actuală, închinată Sfântului Nicolae, a fost construită de regele Ștefan Dečanski (d. 1322–1331) în 1329, pe locul unui lăcaș de cult mai vechi. Dărâmată în vremea cuceririi Serbiei de către otomani, biserica a fost reconstruită în jurul anului 1570, pe vremea patriarhului Makarije Sokolović, care era, probabil, vărul marelui vizir otoman Mehmed Pașa Sokolović și a fost ulterior canonizat.

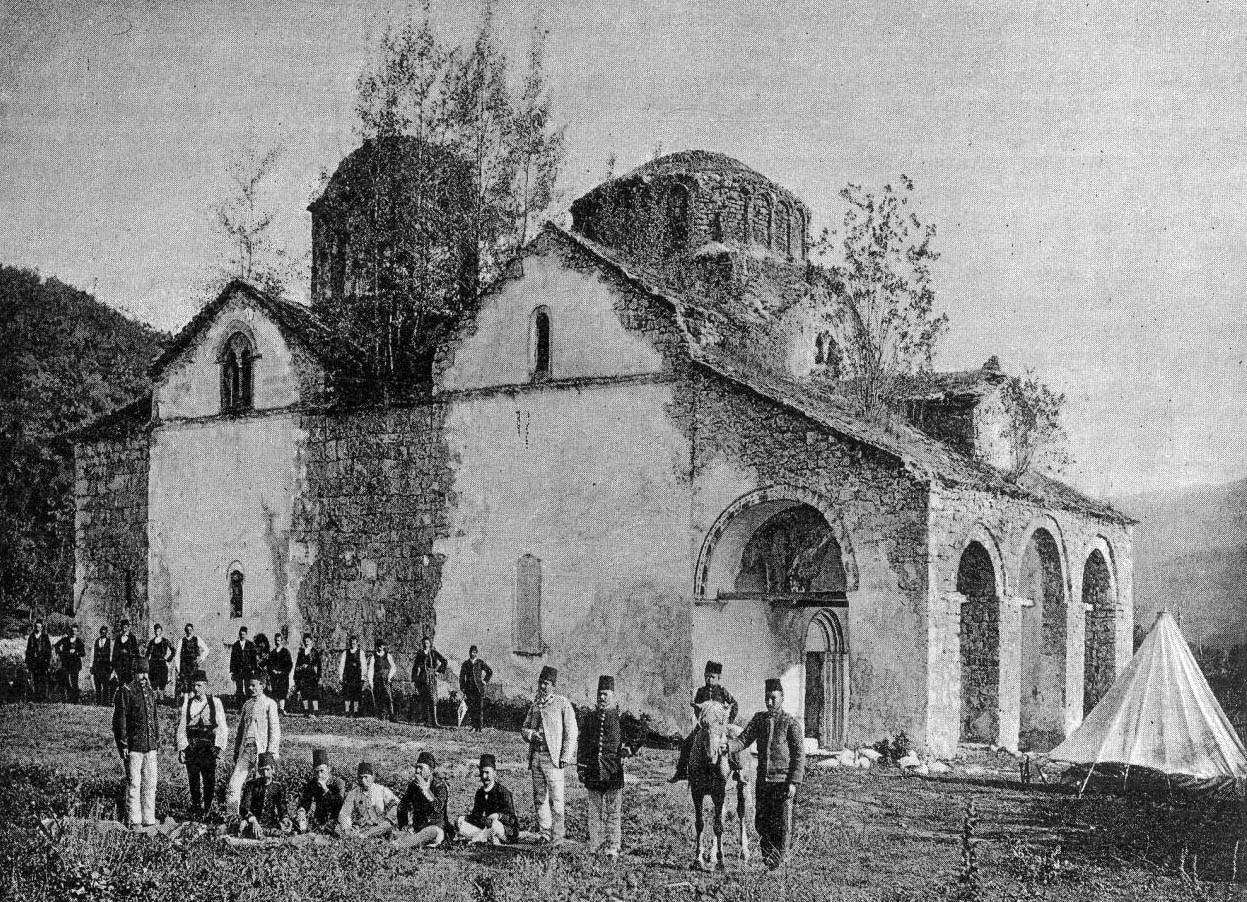
Biserica mănăstirii în 1899

Mănăstirea s-a aflat în stare de ruină timp de mai mult de 20 de ani, până când sârbii i-au cerut sultanului Abdul-Hamid al II-lea (1876-1909) să aprobe renovarea mănăstirii. Sultanul a dat aprobarea în ianuarie 1899, când s-a celebrat în biserica mănăstirii o slujbă de mulțumire, la care au participat funcționarii turci.
Ca urmare a obținerii acestei aprobări, complexul mănăstiresc a fost restaurat pentru a doua oară în anul 1905. Câțiva zeci de ani mai târziu, în 1974, s-a descoperit aici unul dintre tezaurele medievale cel mai bine păstrate și mai complete din Peninsula Balcanică, care este expus astăzi în muzeul mănăstirii.
Pe lângă biserica principală închinată Sfântului Nicolae, complexul mănăstiresc mai cuprinde paraclisul „Adormirea Maicii Domnului” (în apropierea zidului sudic al bisericii principale) și ruinele bisericii „Sfântul Ilie”.

## Biserica „Sf. Nicolae”
Biserica „Sf. Nicolae”, principalul lăcaș de cult al mănăstirii, se înscrie într-un plan în formă de cruce. Are o absidă semicirculară în interior și poligonală în exterior; zona naosului este precedată la vest de un pronaos și un pridvor. Nava bisericii este surmontată de două cupole (una deasupra naosului și alta deasupra pridvorului), al căror aspect datează din cursul restaurării efectuate la începutul secolului al XX-lea.

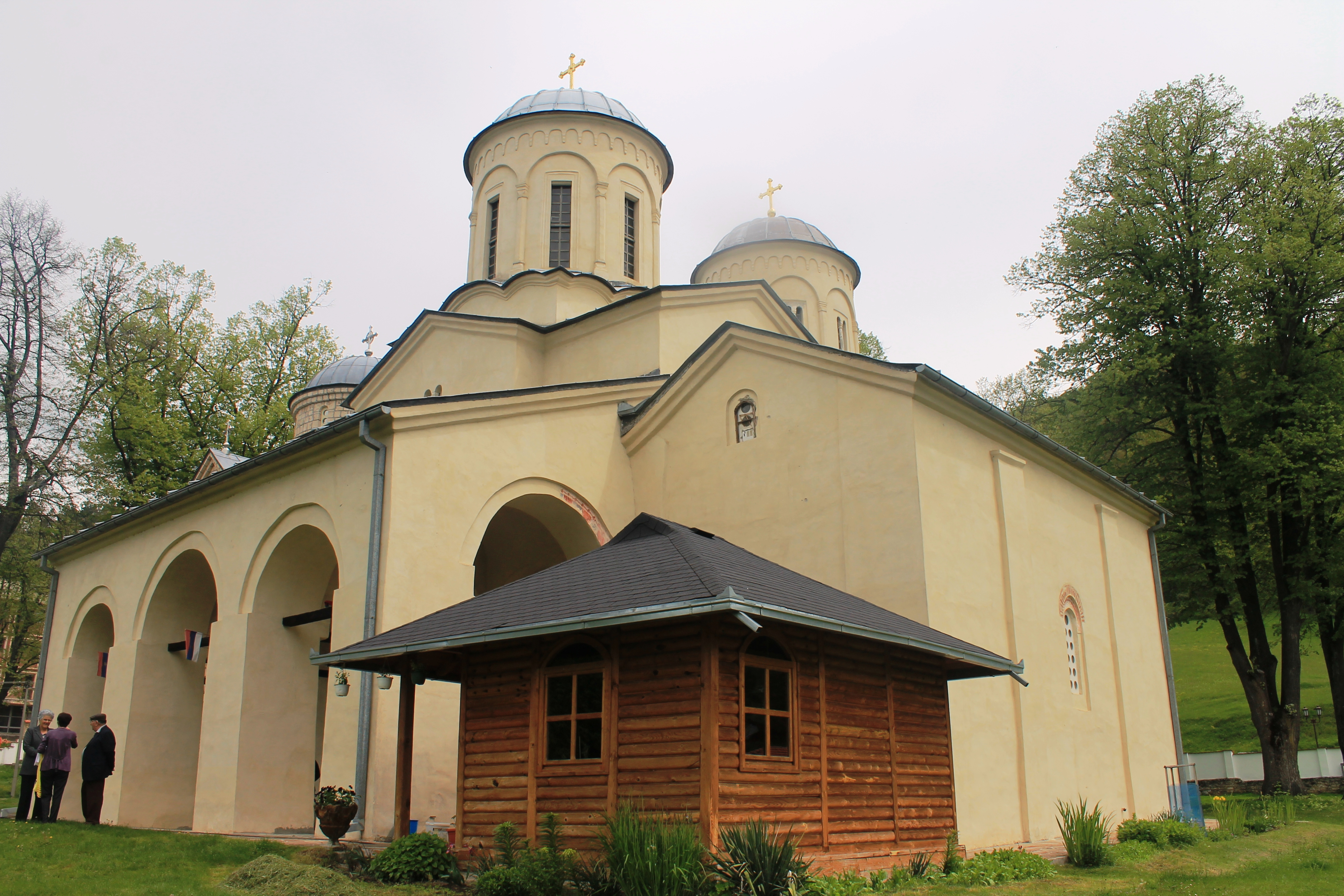
Imagine a Bisericii „Sf. Nicolae”, cu pridvorul
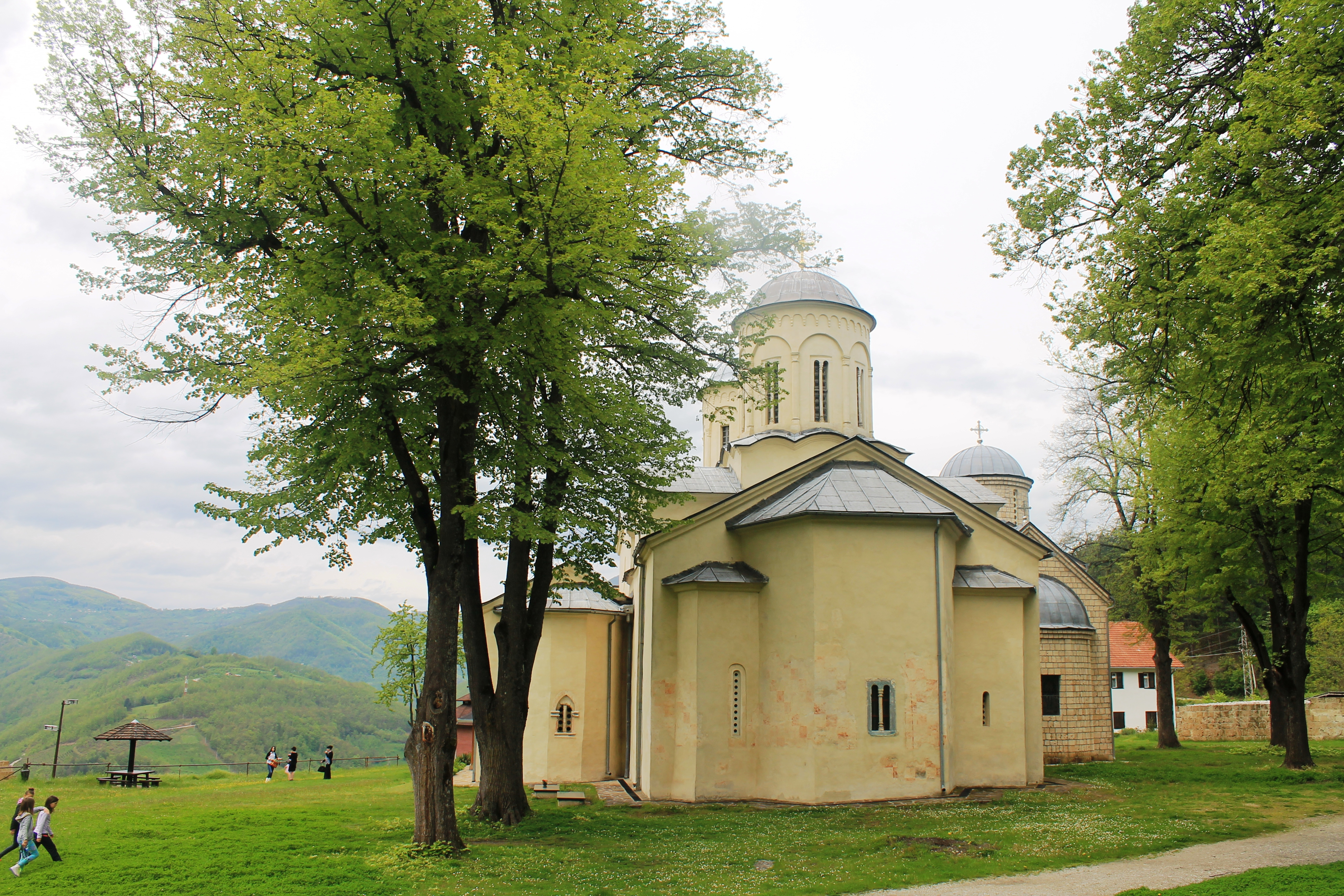
O altă imagine a Bisericii „Sf. Nicolae”, cu absida altarului
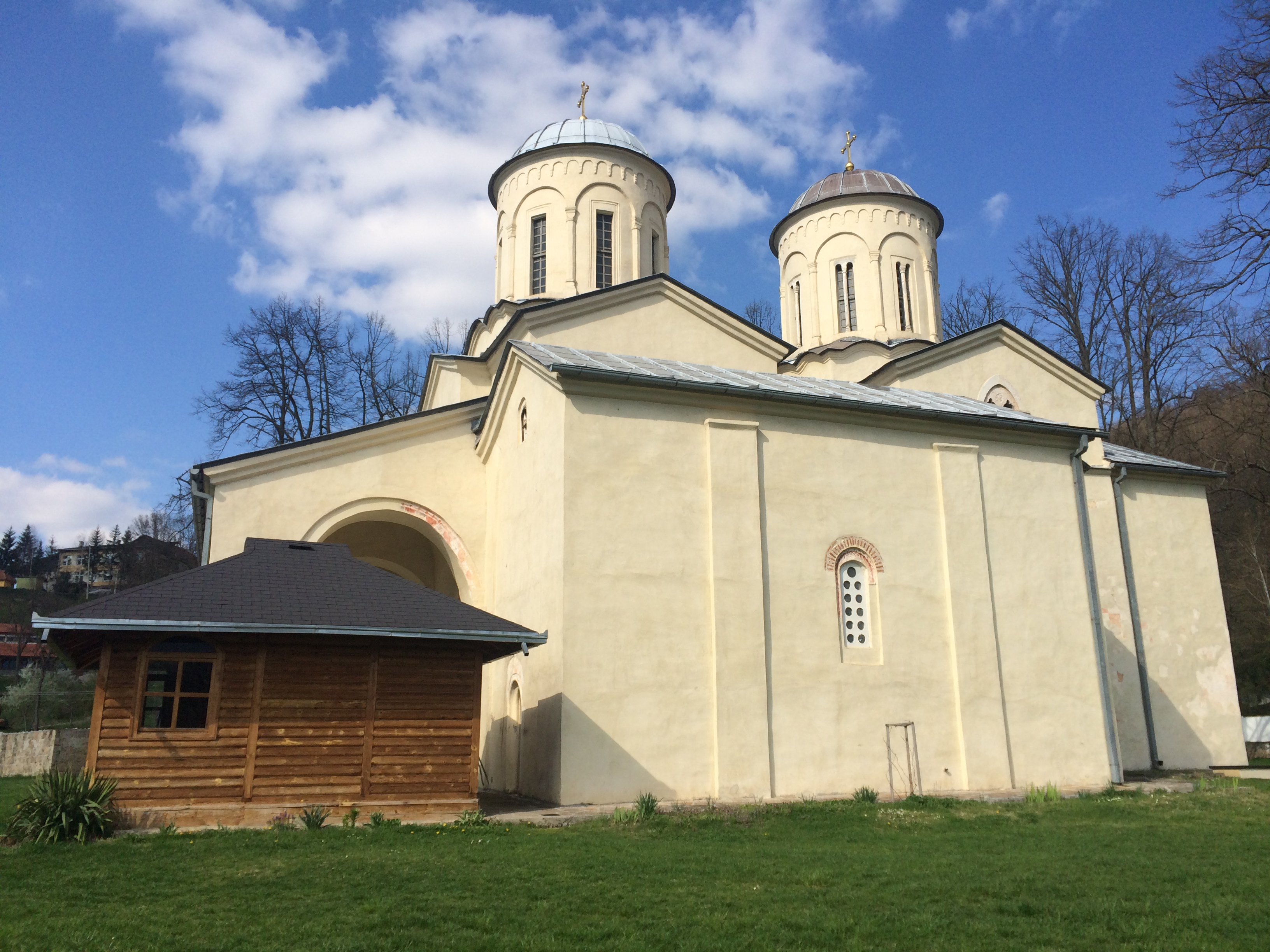
O altă imagine a Bisericii „Sf. Nicolae”, cu cele două cupole

Pereții altarului și ai naosului sunt decorați cu două straturi de fresce, dintre care cele mai vechi datează din secolul al XIV-lea și cele mai recente din secolul al XVI-lea. Picturile din pronaos și cele fragmentare de pe fațada vestică datează din această ultimă perioadă. Frescele originale, mai vechi, fac parte din pictura sârbă creată prin abandonarea clasicismului renascentist din vremea împăraților paleologi, în timp ce frescele mai noi sunt opera unor pictori necunoscuți ai atelierului de pictură Peja și repetă pictura mai veche atât stilistic, cât și iconografic.

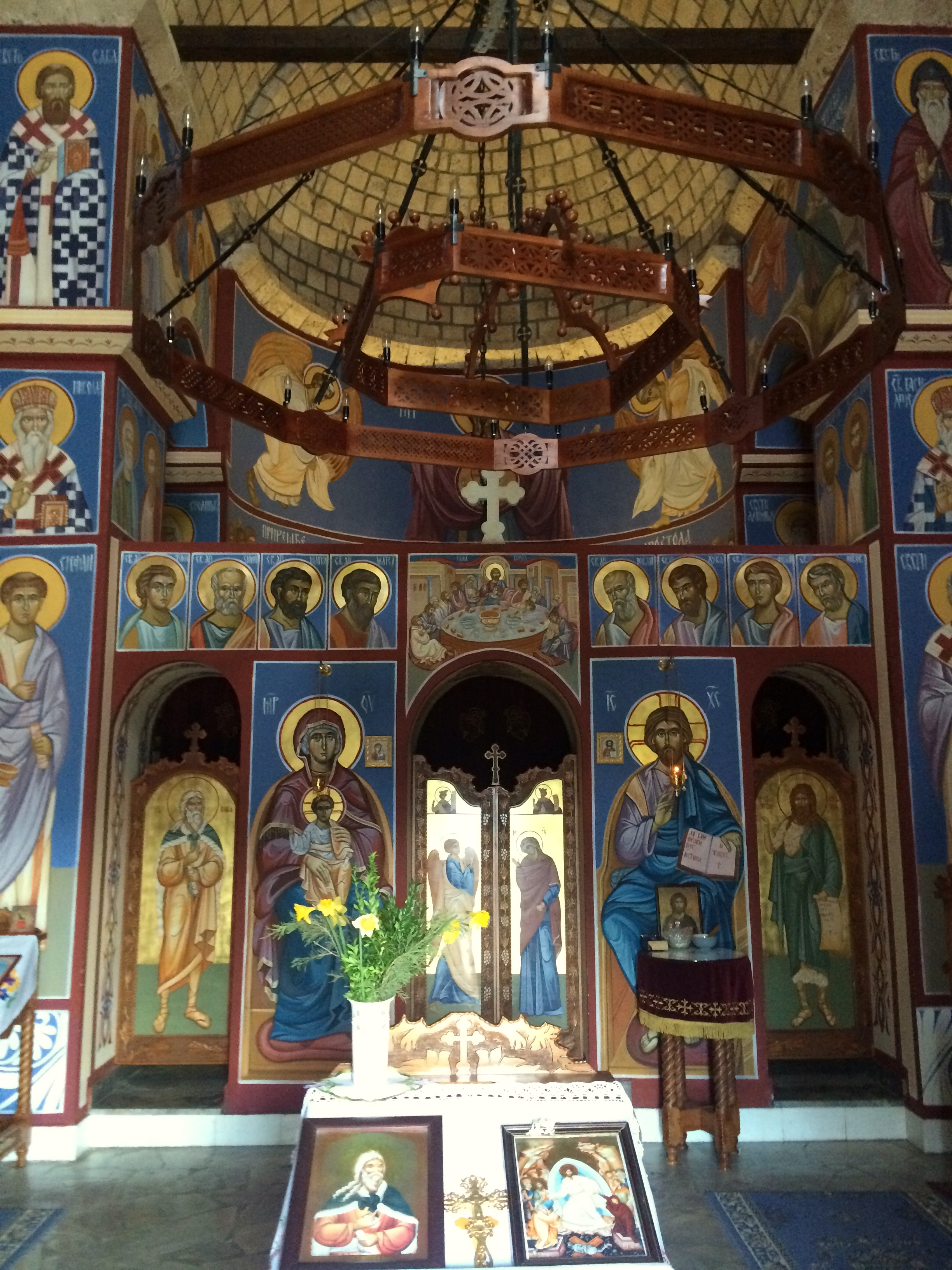
Iconostasul Bisericii „Sf. Nicolae”
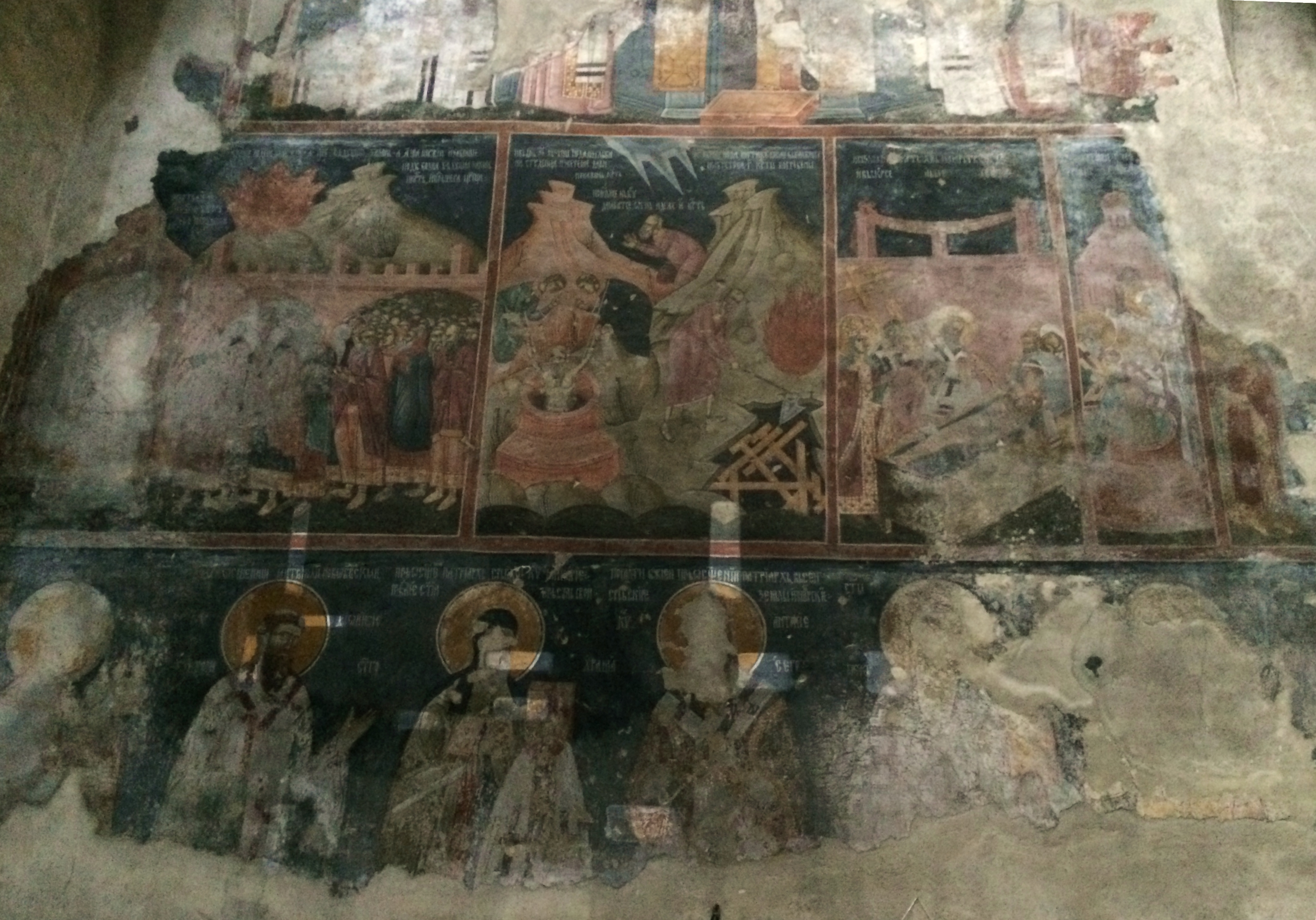
Frescă din secolul al XV-lea
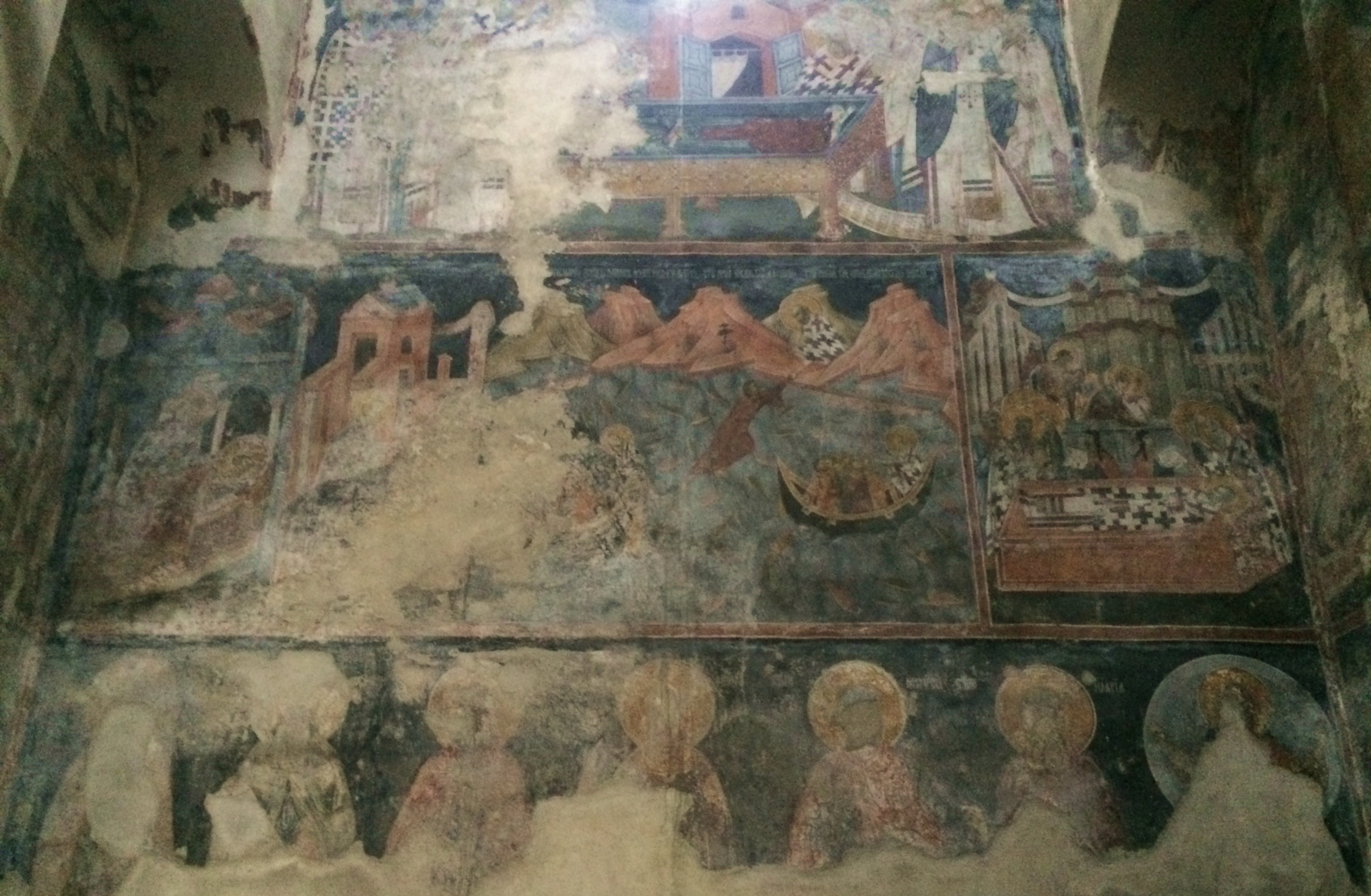
O altă frescă din secolul al XIV-lea

## Morminte
Mănăstirea adăpostește mormintele membrilor unor familii nobile din vremea domniei țarilor Ștefan Dušan și Ștefan Uroš al V-lea.

## Obiecte de patrimoniu
În patrimoniul mănăstirii se află mai multe obiecte de cult vechi precum:
- un potir din argint aurit (h=27,5 cm, d=12,5 cm) originar din Ungaria sau Transilvania și datând de la sfârșitul sec. al XV-lea sau începutul sec. al XVI-lea;
- o cădelniță din argint (15,5×32 cm), confecționată într-un atelier din Transilvania în perioada 1560–1580 și care conține o inscripție de danie în limba slavonă de la mitropolitul Pavel de Zvornik, care o cumpărase cu 68 de taleri;
- un chivot din argint aurit (h=30 cm, L=22,7 cm, l=112 cm), confecționat de un meșter din Țările Române și care conține o inscripție de danie în limba slavonă, datată 1573, de la mitropolitul Iosif al Dabarului;
- o cruce de mână (h=50 cm) din lemn ferecat în argint, ornat cu filigran, pietre prețioase și semiprețioase, confecționată în Banat în perioada 1693–1694. Conține o inscripție de donație în limba slavonă de la mitropolitul Iosif al Timișoarei;
- o cruce de mână (h=34,3 cm) din lemn ferecat în argint, ornat cu filigran și pietre prețioase, confecționată în Banat la sfârșitul sec. al XVII-lea. Conține o inscripție de donație în limba slavonă de la popa Vuk din Becicherecul Mare;
- o cruce de mână (h=34 cm) din lemn ferecat în argint, ornat cu filigran, confecționată în Banat la sfârșitul sec. al XVII-lea.[11]

## Mențiuni literare
Mănăstirea Banja este menționată în romanul E un pod pe Drina… (1945) al scriitorului sârb bosniac Ivo Andrić. Astfel, starețul mănăstirii ar fi consemnat într-un stil cronicăresc pe ultima filă a unei cărți religioase dificultățile întâmpinate de turci în timpul construirii podului peste Drina de la Višegrad.

## Legături externe
- sr en  Site-ul localității Pribojska Banja